# Степанов, Пётр Петрович
Пётр Петро́вич Степа́нов (род. 24 декабря 1959, д. Санкино, Красночетайский район, Чувашская АССР, РСФСР, СССР) — государственный, хозяйственный и политический деятель Приднестровской Молдавской Республики. Генеральный директор ООО «Тираспольтрансгаз-Приднестровье» (1996—2007). Министр промышленности Приднестровской Молдавской Республики с 15 января 2007 по 18 января 2012. Председатель Правительства Приднестровской Молдавской Республики с 18 января 2012 по 10 июля 2013.

## Биография

### Происхождение
Родился 2 января 1959 в деревне Санкино Красночетайского района Чувашской АССР, по национальности чуваш. Член ВЛКСМ с 1973 по 1980.
В 1976 окончил среднюю школу. Член КПСС с 1980. В 1982 окончил Московское высшее техническое училище имени Н. Э. Баумана

### Карьера
С 1982 после окончания училища начал трудовую деятельность в производственном объединении «Сургуттрансгаз» инженером отдела по эксплуатации компрессорных станций. 1 ноября 1985 назначен начальником компрессорной станции.
С 1987 — перевод в Региональное управление магистральных газопроводов (РУМГ) «Тираспольтрансгаз». Работал инженером-диспетчером Тираспольской газокомпрессорной станции, начальником АГНКС (автомобильной газонаполнительной компрессорной станции). В начале 1996 назначен исполняющим обязанности генерального директора РУМГ «Тираспольтрансгаз». С августа 1996 по январь 2007 — генеральный директор РУМГ «Тираспольтрансгаз» (впоследствии ООО «Тираспольтрансгаз-Приднестровье»).
Дважды (в 2000 и 2005) избирался депутатом Верховного совета Приднестровской Молдавской Республики.
С 15 января 2007 по 18 января 2012 — министр промышленности Приднестровской Молдавской Республики.
С 18 января 2012 по 10 июля 2013 — Председатель Правительства Приднестровской Молдавской Республики (Правительство Петра Степанова). Ушёл в отставку с поста Председателя Правительства ПМР в «связи с переходом на другую работу».

## Семья
- Женат, имеет двоих детей.

## Награды
Государственные
- Медаль «За трудовую доблесть» (1997)
- Медаль «10 лет Приднестровской Молдавской Республике» (2000)
- Орден «Трудовая слава» (2001)
- Орден Почёта (2003)
- Медаль «15 лет Приднестровской Молдавской Республике» (2005)
- Орден «За заслуги» II степени (2007)
- Орден «За заслуги» I степени (2010)

Общественные
- Лауреат конкурса «Золотой фонд — 2000»,
- Лауреат государственного конкурса «Человек года — 2003».